# Festival du film britannique de Dinard 2007
Le Festival du film britannique de Dinard 2007 est la 18e édition du Festival du film britannique de Dinard. Josiane Balasko, actrice française, en est la présidente du jury.
La marraine du Festival est Marie-José Nat.

## Jury
|  | Nom                                  | Qualité   | Nationalité |
|  | ------------------------------------ | --------- | ----------- |
|  | Josiane Balasko (présidente du jury) | actrice   | France      |
|  | Cécile Cassel                        | actrice   | France      |
|  | Étienne Chicot                       | acteur    | France      |
|  | Laurent Gerra                        | humoriste | France      |
|  | Linh-Dan Pham                        | actrice   | France      |
|  | Michael Grigsby                      | acteur    | Royaume-Uni |
|  | Jocelyn Quivrin                      | acteur    | France      |
|  | Imelda Staunton                      | actrice   | Royaume-Uni |

## Films sélectionnés

### En Compétition
- Jane (Becoming Jane) de Julian Jarrold
- Rendez-vous à Brick Lane (Brick Lane) de Sarah Gavron
- Far North de Asif Kapadia
- My Name Is Hallam Foe (Hallam Foe) de David Mackenzie
- The Midnight Drives (en) de Mark Jenkin (en)
- Once de John Carney

### Film d'ouverture
- It's a Free World! de Ken Loach

### Film de clôture
- L'Heure zéro de Pascal Thomas

### Séance spéciale
- Reviens-moi (Atonement) de Joe Wright

### Hommage
- Shane Meadows

## Palmarès
- Hitchcock d'or : My Name Is Hallam Foe (Hallam Foe) de David Mackenzie